# Concoret
Concoret en idioma francés y oficialmente Konkored en bretón, es una localidad y comuna francesa en la región administrativa de Bretaña, en el departamento de Morbihan.

## Demografía
| 1 200 | 1 186 | 1 184 | 891 | 1 128 | 1 178 | 1 220 | 1 209 | 1 121 | 1 085 | 1 132 | 1 163 | 1 118 | 1 127 | 1 143 | 1 114 | 1 140 | 1 164 | 1 136 | 1 126 | 964 | 979 | 960 | 904 | 856 | 817 | 752 | 683 | 731 | 668 | 626 | 645 | 754 |
| Para los censos de 1962 a 1999 la población legal corresponde a la población sin duplicidades (Fuente: INSEE [Consultar]) |       |       |     |       |       |       |       |       |       |       |       |       |       |       |       |       |       |       |       |     |     |     |     |     |     |     |     |     |     |     |     |     |